# Jackson White (actor)
Jackson James White (Los Ángeles, California; 1 de marzo de 1996) es un actor estadounidense. Es hijo de la actriz estadounidense Katey Sagal. Es mejor conocido por su papel de Stephen en Tell Me Lies, Brendan Fletcher en Mrs. Fletcher, Ash Baker en la película SPF-18 del 2017 y Officer Zach en la película Ambulance del 2022.

## Biografía
Jackson White nació el 1 de marzo de 1996, es hijo de la actriz Katey Sagal y el actor Jack White. Tiene una hermana mayor llamada Sarah y una media hermana menor llamada Esme.

## Vida privada
Tiene una hermana mayor llamada Sarah y una media hermana menor llamada Esme.  Antes de comenzar una carrera en la actuación, había considerado hacer música. Dijo en una entrevista que estaba "realmente jodido en la escuela secundaria", pero que pudo asistir a la Universidad del Sur de California al completar una audición. White actuó con varios artistas en su adolescencia, como Phoebe Bridgers en 2012.

## Filmografía

### Películas
| Año  | Título                   | Papel          | Notas        |
| ---- | ------------------------ | -------------- | ------------ |
| 2016 | Confession               | Eric           | Cortometraje |
| 2017 | SPF-18                   | Ash Baker      |              |
| 2019 | Number 2                 | Eric           | Cortometraje |
| 2021 | The Space Between        | Charlie Porter |              |
| 2022 | Ambulance                | Oficial Zach   |              |
| 2023 | Pet Sematary: Bloodlines | Jud Crandall   |              |

### Televisión
| Año       | Título        | Papel            | Notas                      |
| --------- | ------------- | ---------------- | -------------------------- |
| 2017–2018 | The Middle    | Aidan            | 4 episodios                |
| 2018      | SEAL Team     | Dave Medders     | 3 episodios                |
| 2019      | Mrs. Fletcher | Brendan Fletcher | Rol principal; 7 episodios |
| 2022      | Tell Me Lies  | Stephen DeMarco  | Rol principal              |